# سزار پریرا
سزار پریرا (انگلیسی: César Pereyra؛ زادهٔ ۲۳ نوامبر ۱۹۸۱) بازیکن فوتبال اهل آرژانتین است.
از باشگاه‌هایی که در آن بازی کرده‌است می‌توان به باشگاه اتلتیکو ایندپندینته، باشگاه فوتبال اطلس، و باشگاه فوتبال اسپورتینگ کریستال اشاره کرد.